# G4 II -THE RED MOON-
GLAY的第43張單曲，也是第2張四A面單曲。

## 簡介
- 2011年10月到12月3個月連續CD發行企劃的第一彈作品。
- 2011年8月12日開設的“GLAY Official Store G-DIRECT”限定商品，沒有在一般的唱片行販售，因此不計算在ORICON的成績中。
- 2006年發行的33rd單曲「G4」的第2彈作品，和第1彈不同的是：這次是4位團員各自創作1首歌曲。
- 單曲封面是包含4張團員各自的肖像的特別樣式。

## 收錄曲目
1. everKrack
出道以來第一次以TAKURO以外的歌曲作為單曲第1首A面曲。
出道以來第一次以TAKURO以外的歌曲製作MV。
2. 霧之中
描寫不倫戀的搖滾歌曲。
3. MAD BREAKER
龐克音樂。
4. Ruby's Blanket
POP流行音樂。

## 收錄專輯
- GUILTY（『everKrack』和『霧之中』為專輯版本）